# Kish (isla)
La isla de Kish (en persa, جزیره‌ی کیش Yaziré-ye Kish) es una isla iraní en el golfo Pérsico. Tiene una superficie de 91,5 km². Forma parte de la provincia de Hormozgān. Debido a su estatus de zona de libre comercio es considerada un paraíso del consumidor, con numerosos centros comerciales, tiendas, atracciones turísticas y hoteles. Tiene una población estimada de 20.000 residentes y alrededor de millón y medio de personas visitan la isla anualmente.

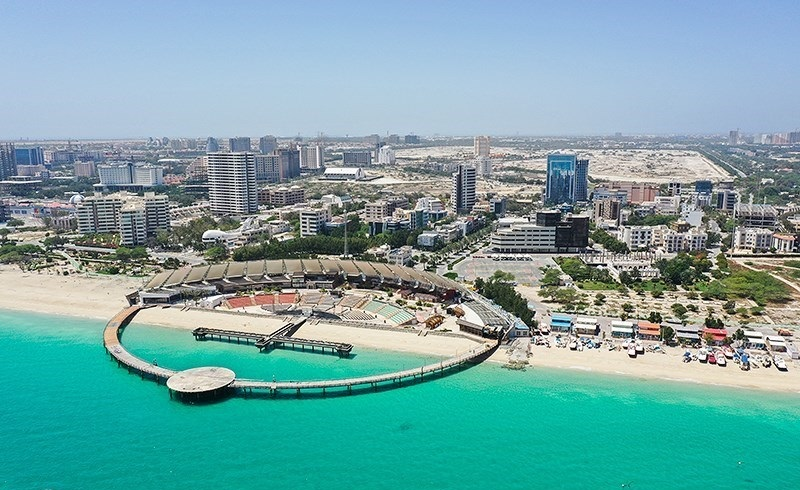

## Geografía
A lo largo de la costa de Kish hay arrecifes coralinos y otras islas menores. El clima es suave en invierno y caliente y húmedo en el verano. Queda a 19 kilómetros del Irán continental. Está en el primer cuarto desde la entrada de ormuz al golfo. Sus posiciones longitudinales y latitudinales son 26.32 y 53.58 grados respectivamente. La isla tiene 15.45 km de largo desde la costa oeste a la este. (La distancia entre el Mariam Complex y Hoor field). Su máxima anchura extendiéndose desde las costas meridionales a las norteñas es 7.5 km. (La distancia entre Gomrok Port y el faro.) La superficie de la isla es plana, careciendo de montañas o incluso colinas elevadas. El aeropuerto internacional de Kish está construido en el centro en una zona elevada 35-40 metros sobre el nivel del mar. Su máxima inclinación se extiende desde el aeropuerto a las costas cerca del hotel Shayan.
Como otras islas del golfo Pérsico, especialmente las islas en el estrecho de Ormuz, goza de un clima semi-ecuatorial con vegetación tropical. Tiene un clima muy seco semi ecuatorial. La pluviosidad media anual es de 145mm y la temperatura media anual de 26,6 °C. En los meses de octubre a abril, el tiempo de Kish es suave, con temperaturas entre 18 y 25 °C. La humedad es alrededor de un 60% la mayor parte del año. Alcanza unas 3100 horas de insolación anuales. Basándose en clasificación climatológica y generales condiciones de tiempo y la cercanía al trópico de cáncer y exposición al sistema de altas presiones tropicales y estando en medio de aguas cálidas y poco profundas, la isla tiende a ser cálida y húmeda la mayor parte del año.

## Historia
La isla de Kish ha sido mencionada en la historia connombres diversos: Kamtina, Arakia, Arakata y Ghiss. La estratégica posición de Kish sirvió como un enlace para las civilizaciones asiria y elamita cuando sus primitivas naves navegaban desde Susa a través del río Karun al golfo Pérsico y a lo largo de la costa meridional pasando por las islas de Kish, Qeshm y Ormuz. Kish, en particular, estuvo unida económicamente al Imperio persa.
En el año 325 a. C., Alejandro Magno encargó a Nearco que lanzara un viaje de expedición por el mar de Omán y el golfo Pérsico. Los escritos de Nearco sobre Arakata es la primera mención conocida de la isla de Kish en la antigüedad. Debido a su proximidad con la Persia continental, Kish asumió su posición ventajosa y disfrutó de muchos beneficios hasta el final de los imperios askánida (los partos) y sasánida.
Cuando Marco Polo visitó la corte imperial en China e hizo un comentario sobre las perlas de la esposa del emperador, le dijeron que eran de Kish. En los años 1970 el último sah de Irán hizo de la isla un centro de turismo de lujo para la élite internacional completo con un Gran Casino (hoy conocido como el Hotel Internacional Shayan) y un aeropuerto diseñado para albergar al Concorde. Después de la Revolución Islámica, Kish se volvió un centro comercial duty-free.

## Economía
Desde mediados de los años 1990 el gobierno de Irán se ha embarcado en una campaña agresiva de desarrollo para hacer de Kish un rival de Dubái pero principalmente un gran rival de Doha. Los pasos que se han dado en esta dirección incluyen lanzar masivos proyectos de construcción y programas que pretenden atraer la inversión y el comercio extranjeros. Es una de las zonas de libre comercio establecidas por el gobierno: la Kish Free Zone. Las leyes estándar de la República Islámica de Irán aquí se relajan más que en el continente, lo que ha dado como resultado incremento del turismo principalmente nacional y el comercio internacional. Sin embargo, no hay alcohol en la isla, como en el resto de Irán. Se ha sugerido que esta es una barrera significativa para el desarrollo de Kish porque una isla sin alcohol es inadecuada para los turistas occidentales. La población de la isla incluye un número significativo de musulmanes y cristianos.
Además, en esta isla se ha centrado el desarrollo del proyecto de Bolsa Petrolera Iraní.

## Galería

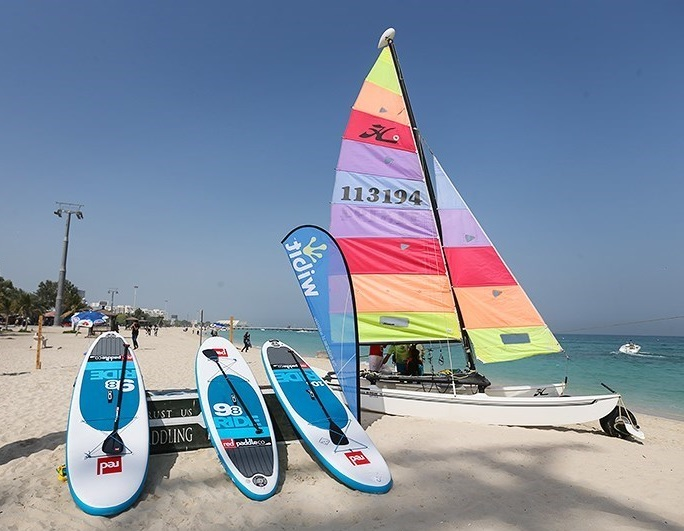
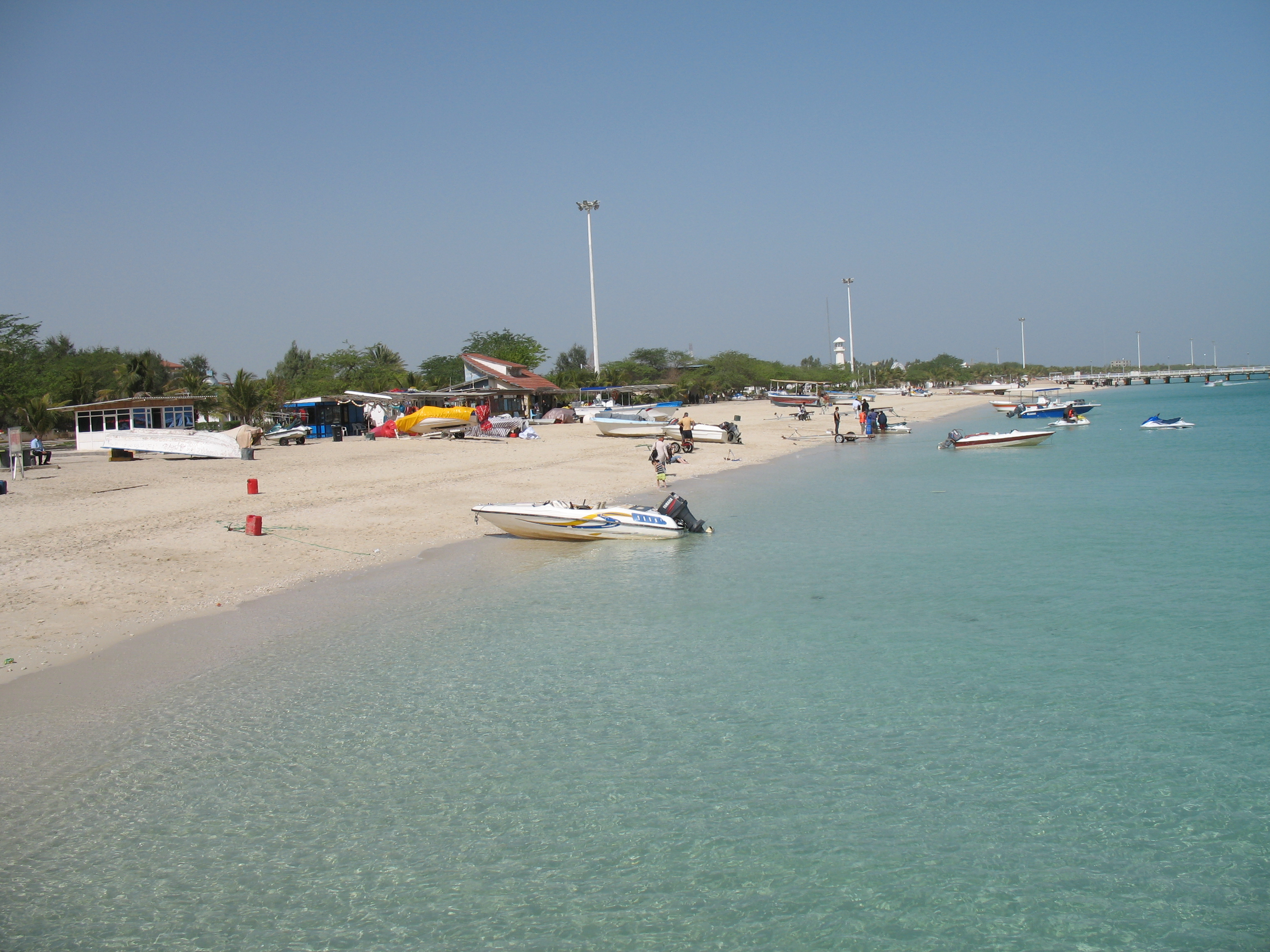
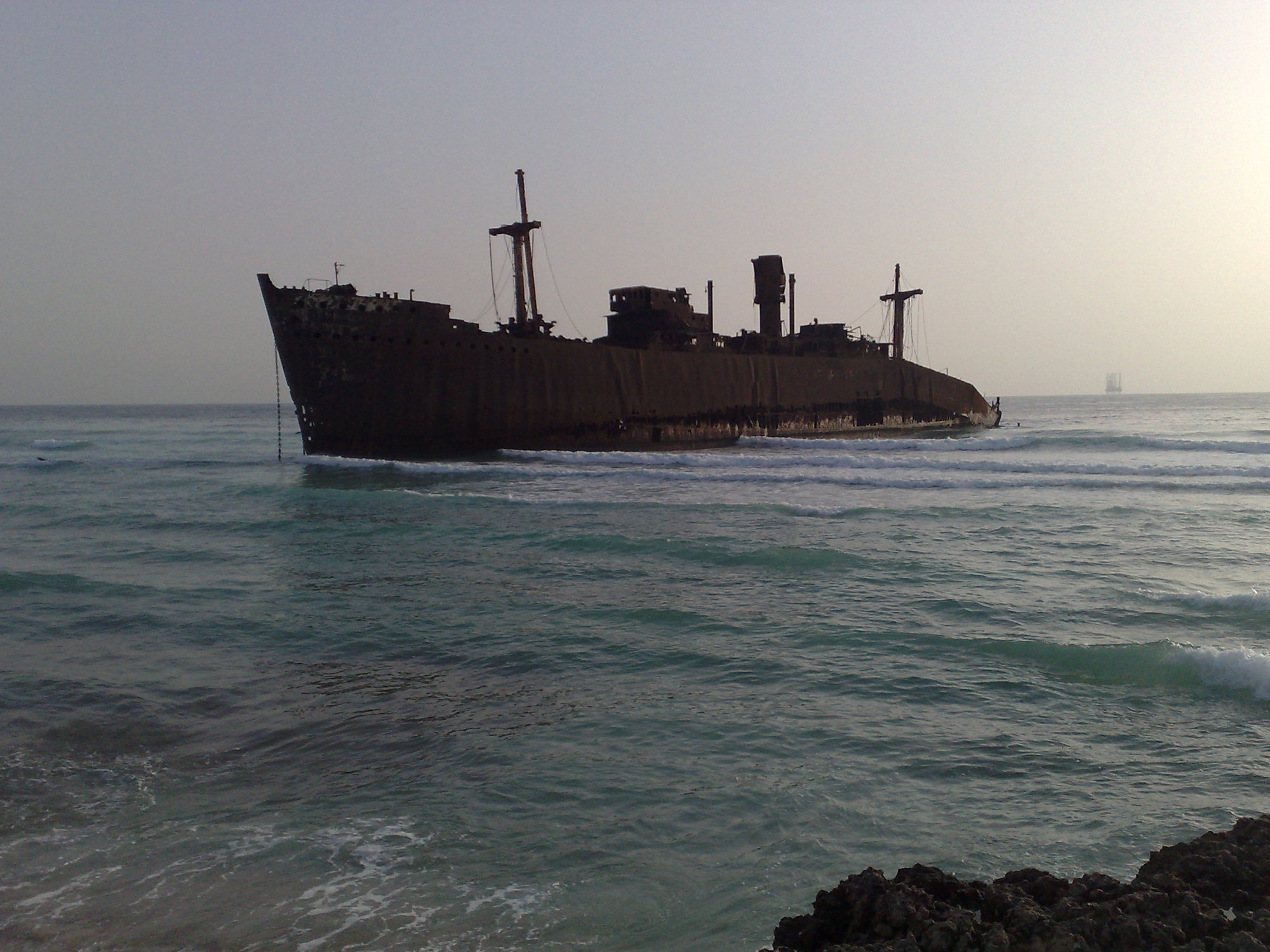
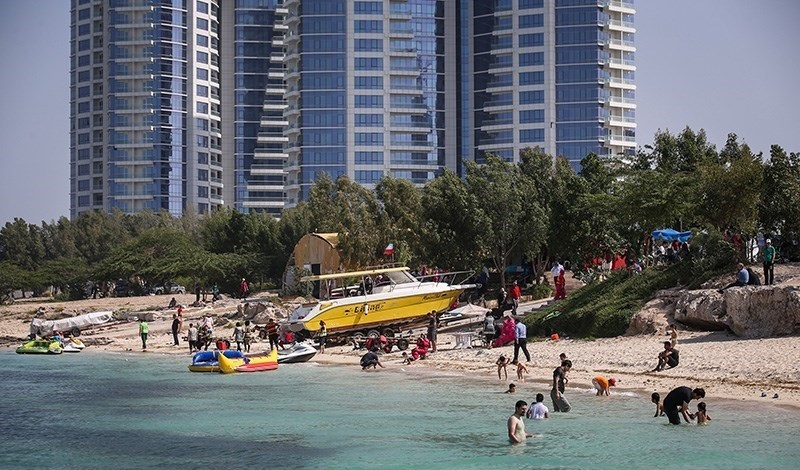
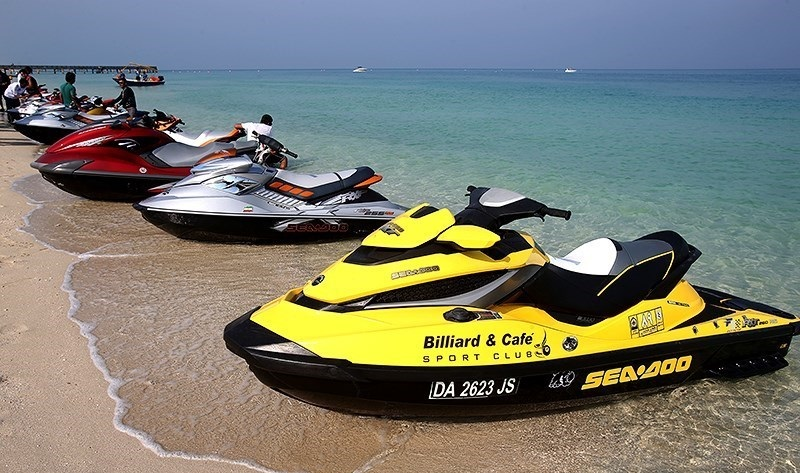